# Приходько, Ирина Игоревна
Ирина Игоревна Приходько (род. 29 ноября 1998, Набережные Челны, Татарстан) — российская пловчиха, участница чемпионата мира, мастер спорта России международного класса.

## Биография

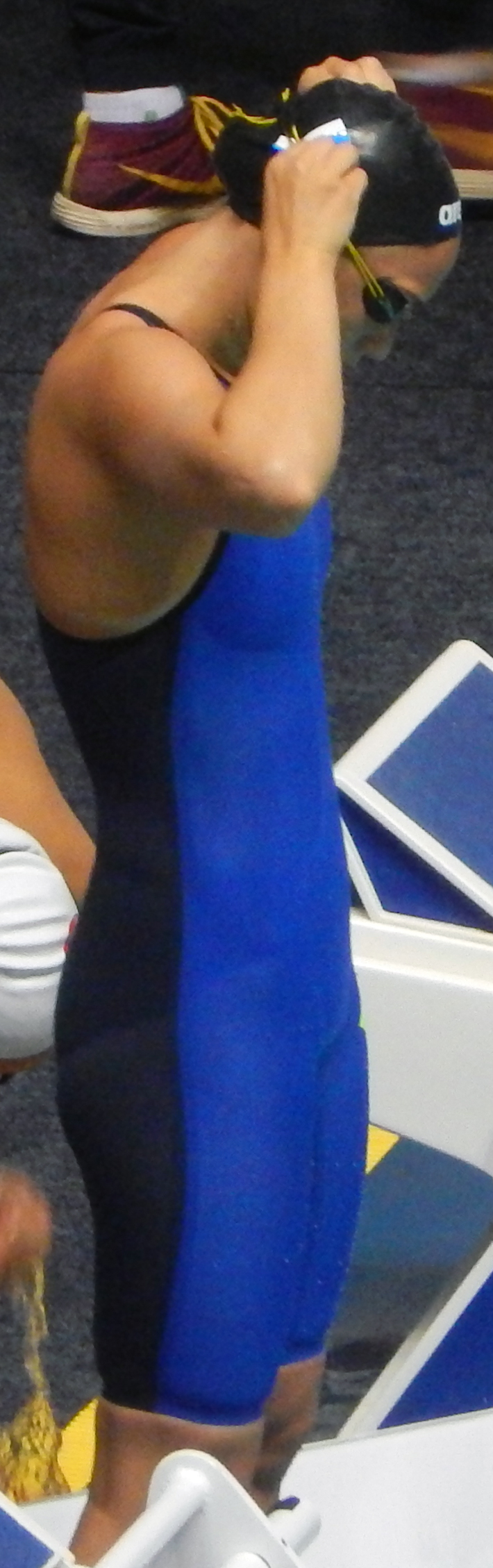
Чемпионат России 2018

Ирина Приходько родилась 29 ноября 1998 года. Начала заниматься плаванием в восемь лет, последовав за своей сестрой. Также в детском саду занималась спортивной гимнастикой. Отец Ирины занимался хоккеем.

## Карьера
Тренером Ирины Приходько является Татьяна Анатольевна Алифашкина.
Ирина участвовала в летних юношеских Олимпийских играх 2014 года, став двукратным серебряным призёром в эстафетах: комбинированной смешанной 4×100 метров и женской 4×100 метров вольным стилем.
В 2015 году Ирина Приходько участвовала в чемпионате мира в Казани, отобравшись там в полуфинал дистанции 200 метров на спине. Затем отправилась на юниорский чемпионат мира в Сингапур, где выиграла золотую медаль в комбинированной эстафете 4×100 метров.
В 2016 году участвовала в чемпионате Европы в Лондоне. На дистанции 100 метров на спине дошла до полуфиналов, став запасной финалисткой. В дисциплине вдвое длиннее Ирина также остановилась на стадии полуфинала. Тем не менее, на Олимпийские игры получить путёвку не получилось.
На чемпионате России 2017 года Ирина заняла третье место на дистанции 100 метров на спине, не сумев пробиться на чемпионат мира в Будапешт.
В 2018 году участвовала на этапе Кубка мира в Казани, где на дистанции 200 метров на спине уступила только венгерке Катинке Хоссу. 9 апреля 2019 года стала третьей на чемпионате России на дистанции 200 метров на спине, преодолев её быстрее квалификационного норматива для отбора в сборную на чемпионат мира в Кванджу на 0,05 с.